# 潤唇膏

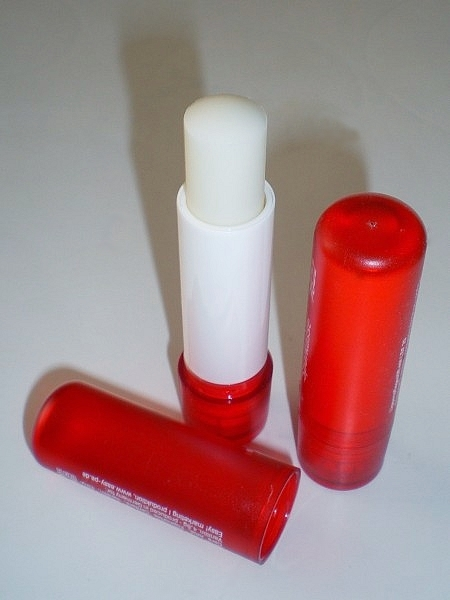

潤唇膏（又稱護唇膏）是一種個人護理用品，一般塗於嘴唇上。潤唇膏塗於嘴唇上後，能有效防止嘴唇因天氣乾燥而出現乾裂及脫皮的情況。潤唇膏的主要成分包括蜂蠟、凡士林、羊毛脂、薄荷醇及樟腦。另外，現時的潤唇膏為了加強滋潤、修護、去角質等功能，更會加入維他命、水楊酸等成分。一般的潤唇膏的外表與口紅無異，皆是支裝形狀，但近年新款的潤唇膏產品推陳出新，有部分採用擠壓式設計，唇膏呈果凍狀，有部分更需要用手指塗在嘴唇上，以及罐裝設計，須使用工具或手指塗抹。從功能上來看，潤唇膏的功能越來越多，過去潤唇膏只是滋潤嘴唇之用，但現時的潤唇膏更加入防曬功能，能有效防紫外光，部分潤唇膏的色澤更有如唇彩，能使嘴唇變得光澤亮麗有氣色，達致化妝功效。現時的潤唇膏除一般的無香料、薄荷味，更有水果及花香味。現今商人更推出許多如糖果、飲品等香氣，給現代人帶來更多樣化的選擇。